# Pardoes
Pardoes est le nom de la mascotte du parc d’attractions néerlandais Efteling.
Représenté sous la forme d'un bouffon du roi, il est habillé d'un costume rouge avec le e d'Efteling en blanc, d'un bonnet à grelots, de collants blancs, d'une collerette jaune et de chaussures médiévales à grelots. Pardoes est là pour maintenir la fantaisie dans le parc ainsi que la croyance des visiteurs en les contes de fées.
Ce personnage a été créé par Henny Knoet en 1989. Celui-ci a aussi écrit un conte dont le héros est Pardoes. Depuis sa création, le personnage qu'on ne retrouvait que sur des produits dérivés du parc comme le papier à lettres, les enveloppes, les plans, n'a cessé de gagner du terrain dans le parc et, en plus d'apparaître sur le logo du parc, a commencé à faire son apparition comme mascotte vivante au début des années 1990.
Depuis 2000, il est parfois accompagné d'un personnage féminin : la princesse Pardijn. En 2001, une allée du parc lui a même été consacrée, Pardoespromenade (la promenade Pardoes), longée de lampadaires au bout de laquelle on retrouve la statue du personnage et Symbolica, le Palais de la Fantaisie depuis 2017.

## Légende
La fable de Pardoes de Tovernar se déroule à Symbolica, une planète située dans l'ombre de notre conscience, dans le Rijk der Fantasie (Royaume de la fantaisie). Pardoes, enfant abandonné, fut recueilli par la vieille fée Aliciana, qui sait qu’une puissance ténébreuse est à la recherche du nouveau-né. Le petit garçon reçoit le pseudonyme de Pardoes. Il est déguisé en bouffon et est élevé dans le palais royal Hartenhof (Cour des cœurs) où règne le roi Pardulfus avec douceur. Il devient l'ami de la princesse Pardijn, fille de Pardulfus. Sous l'œil vigilant du Grand Maître Almar, il évolue et s’affirme dans les arts magiques. Par la suite, il est envoyé en tant que gardien de la fantaisie à Efteling.

## Série télévisée
La série basée sur le personnage de Pardoes est la première série fantastique avec des acteurs néerlandais. La diffusion est prévue en décembre 2011 sur Nickelodeon aux Pays-Bas.
Les 13 épisodes ont été tournés dans un entrepôt anonyme sur un site industriel à Waalwijk. Le rôle d’Almar est tenu par Peter Faber, la princesse Pardijn par l’actrice de 17 ans, Emilie Pos. Le rôle-titre revient à Alex Hendrickx, jeune acteur méconnu de 17 ans originaire de Bergen op Zoom. L’histoire a été inventée par Efteling et Anjali Taneja, créatrice et scénariste de Het Huis Anubis, a écrit les scripts pour la série télévisée. Outre les sept personnages principaux et les vingt seconds rôles, la série dénombre plus de cent figurants.

Ancien logo d'Efteling
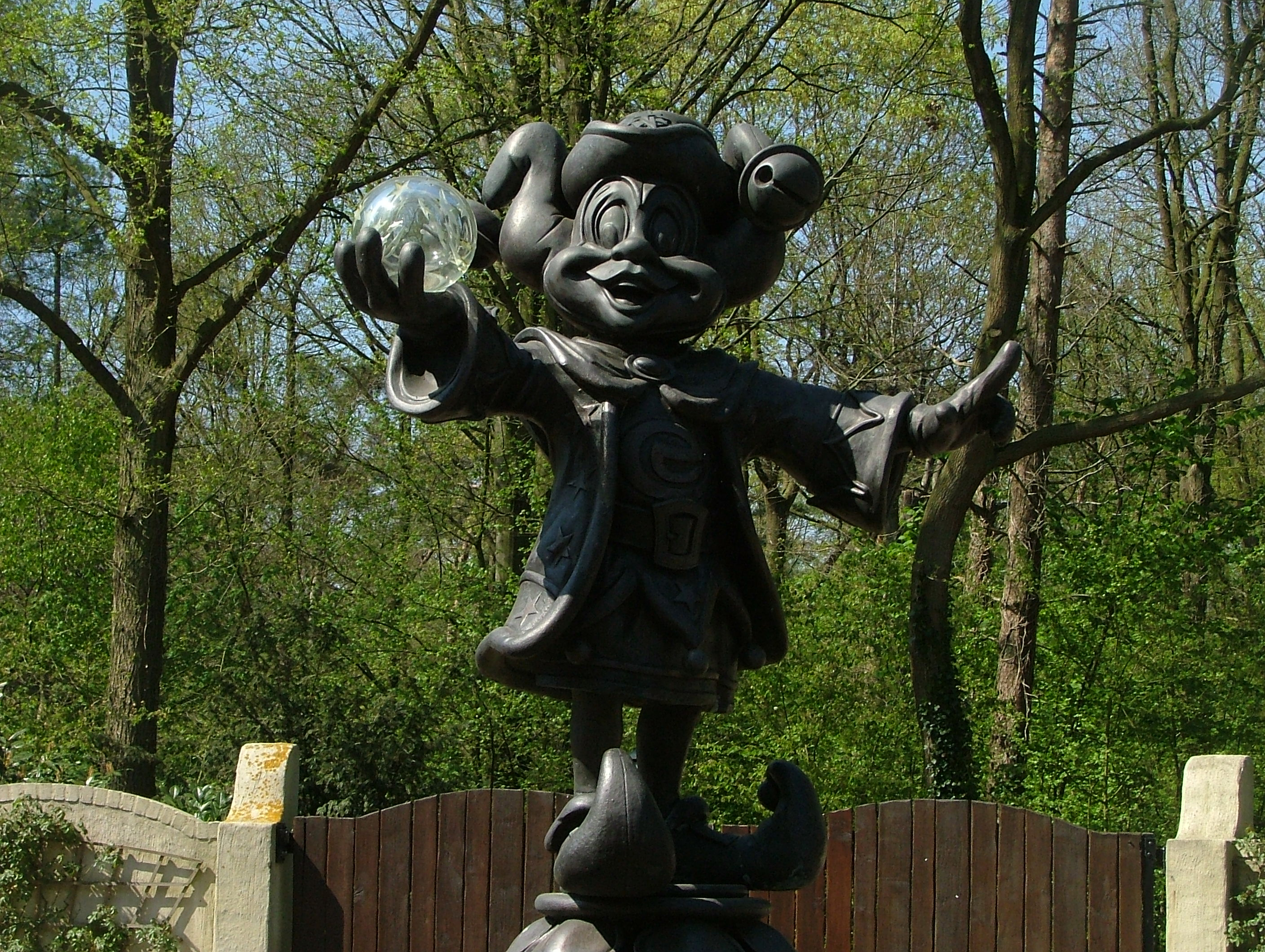
Statue de Pardoes qui tourne sur l'Horloge magique
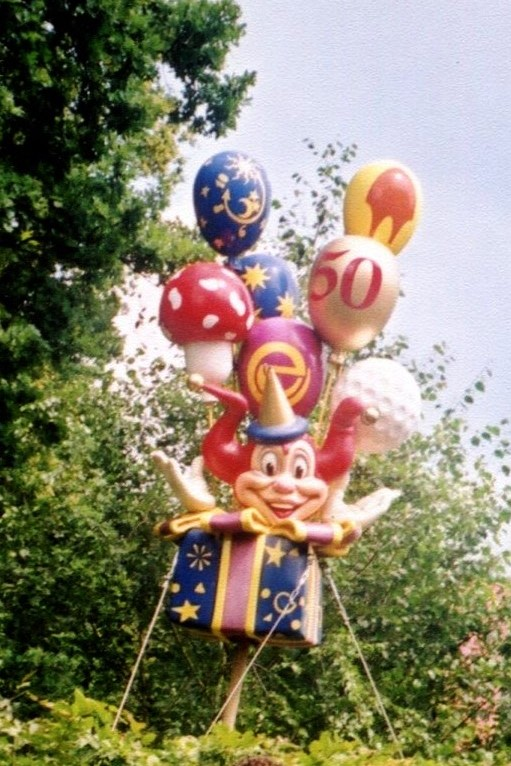
50e anniversaire du parc
Logo d'Efteling